# Eryx colubrinus
Gongylophis colubrinus là một loài rắn trong họ Boidae. Loài này được Linnaeus mô tả khoa học đầu tiên năm 1758.

## Hình ảnh

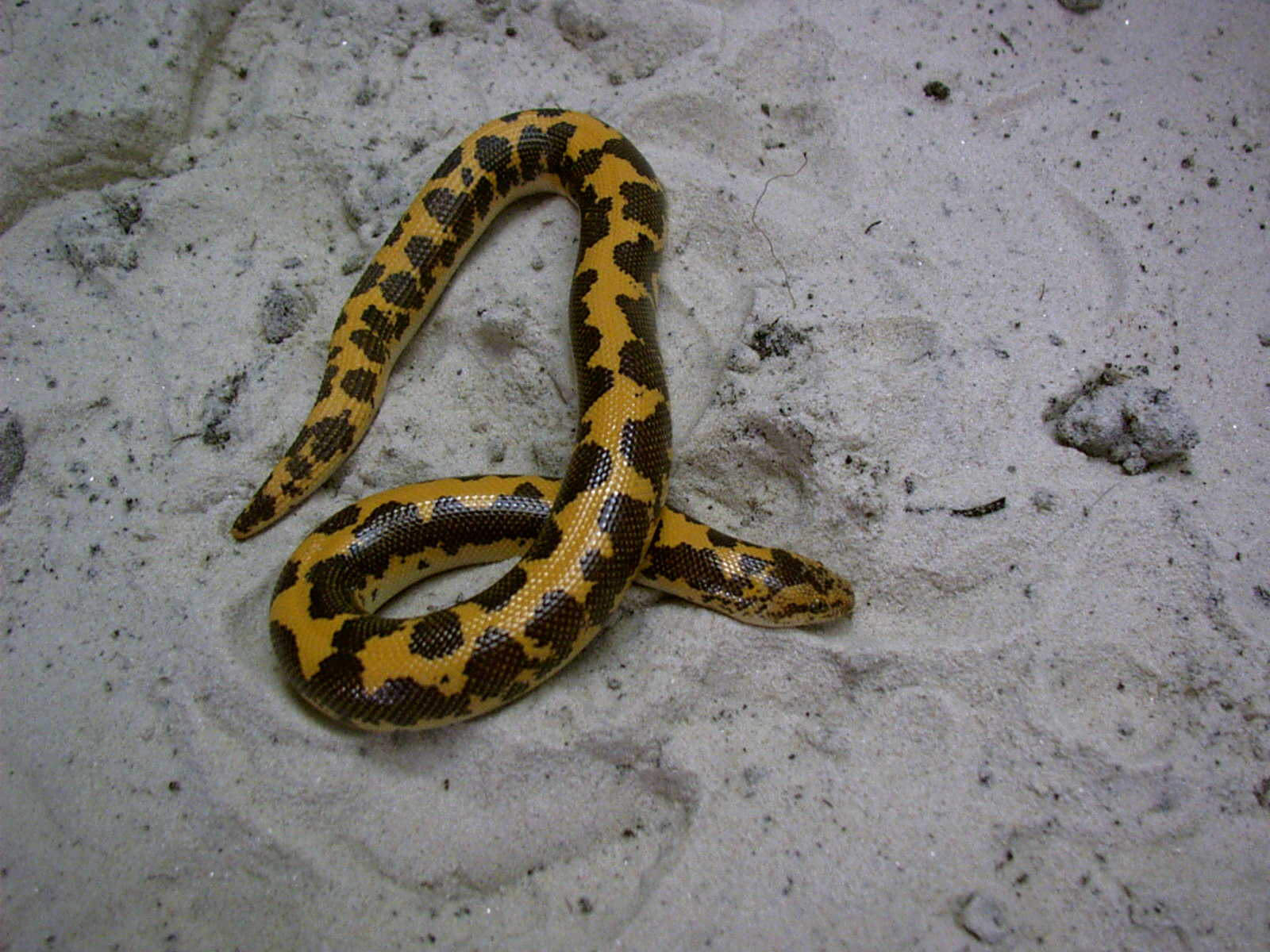
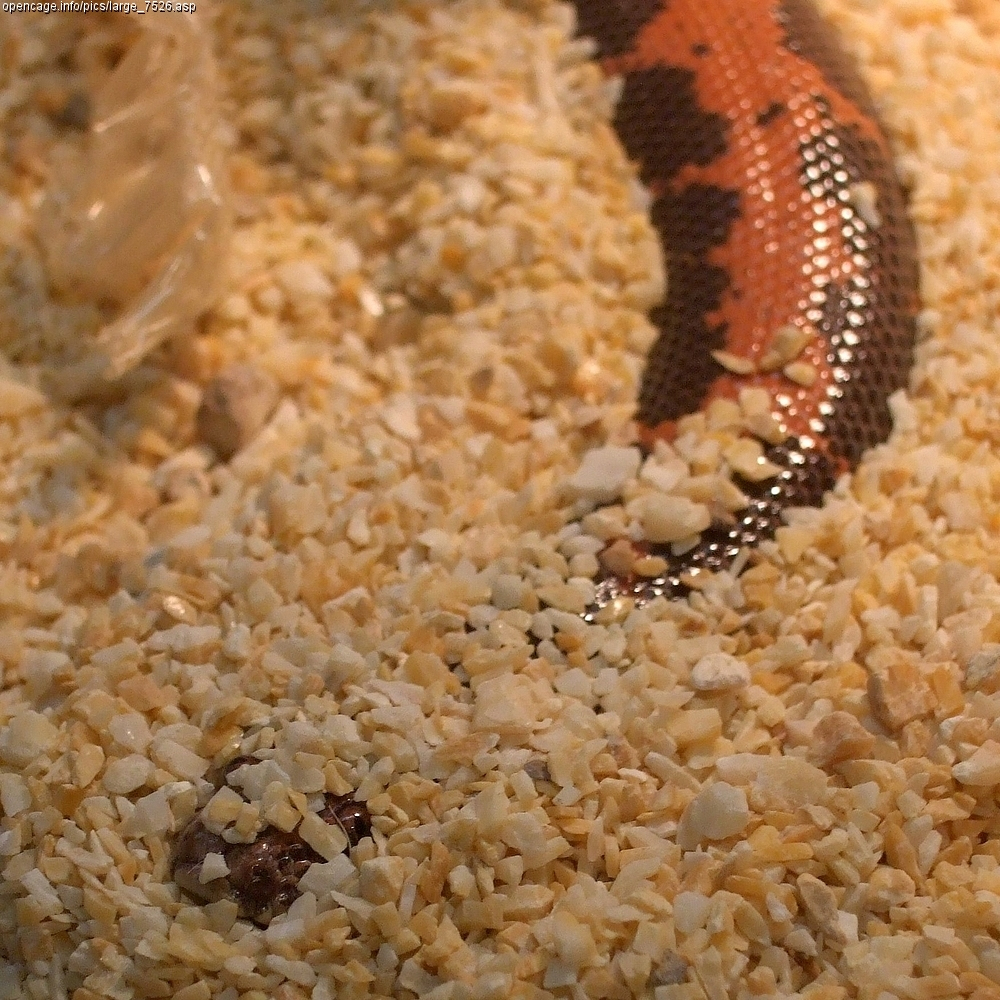